# Клин (Ровненская область)
Клин (укр. Клин) — село в Бокиймовской сельской общине Дубенского района Ровненской области Украины.
Население по переписи 2001 года составляло 132 человека. Почтовый индекс — 35160. Телефонный код — 3659. Код КОАТУУ — 5623888502.

## История
В 1946 г. Указом Президиума ВС УССР село Смордва-Клин переименовано в Клин.
До 2020 года село входило в Млиновский район.